# Carcinoma duttale infiltrante
Il carcinoma duttale infiltrante, in campo medico, è una forma di tumore della mammella, la più diffusa, con il 65-80% dei casi (mediamente 75%).

## Tipologia
Si suddivide in tre forme (grado di differenziazione) a seconda dello sviluppo a cui sono correlate prognosi diverse.
- I grado (G1), con la prognosi più favorevole
- II grado (G2)
- III grado (G3)

## Sintomatologia
Spesso si manifesta con altre forme tumorali e questo aumenta la possibilità di recidive, come ad esempio il carcinoma lobulare, presente in combinazione anche negli uomini. Le caratteristiche di tale tumore sono la calcificazione mentre le dimensioni sono molto variabili.

## Esami
Per una corretta diagnosi occorrono diversi esami:
- Mammografia

Ecografia
Risonanza Magnetica
- Esame citologico

## Terapia
Il trattamento solitamente è di natura chirurgica; l'intervento di scelta è costituito dalla mastectomia o dalla quadrantectomia (rimozione di parte di un quadrante della mammella, rimodellamento ed eventuale riposizionamento del capezzolo) seguita nel caso da radioterapia o chemioterapia a seconda dei recettori.